# Leg Spin

Animation eines Leg Breaks

Leg Spin ist ein Fachbegriff des Cricketsports und bezeichnet eine spezielle Art, den Ball zu bowlen. Als Unterart des Spin bowlings wird der Ball von einem Rechtshänder gebowlt und die sogenannte Wrist-Spin-Technik verwendet.
Der Bowler nutzt seine Handgelenk, um die Drift zu erzeugen. Die Drift ist dabei meist stärker als beim Off Spin. Demgegenüber hat der Bowler größere Schwierigkeiten mit der Genauigkeit seines Wurfes. Der Ball wird vom Bowler mit dem Zeige- und Ringfinger gehalten, wobei der Mittelfinger ebenfalls auf der Naht des Balles aufliegen. Beim Verlassen des Balls aus der Hand werden die Finger gestreckt und der Ball wird durch den Ringfinger kontrolliert. Des Weiteren wird das Handgelenk abgeklappt, so dass die Handfläche nach oben zeigt. Dieser Vorgang sorgt dafür, dass der Ball sich gegen den Uhrzeigersinn dreht.
Der Ball verlässt die Hand des Bowlers mit Geschwindigkeiten die normalerweise langsamer als 90 km/h sind. So liegt die Gefahr hier nicht in der Geschwindigkeit wie beim Pace Bowling, sondern im Spin, den der Ball mit bekommt. Durch den Spin verändert der Ball seine Bewegungsrichtung, nachdem er auf dem Boden aufgekommen ist. Beim Leg Spin dreht der Ball vom rechtshändigen Bowler aus gesehen nach links.
Der Leg Spin gilt als die gefährlichste Art des Spin Bowlens. Neben dem normalen Wurf, der beim Rechtshänder Leg Break genannt wird, kann der Bowler in aller Regel außerdem verschiedene Varianten, wie den Googly, Topspinner oder Flipper, bowlen. Diese werden verwendet, um die Berechenbarkeit für den Batter zu erschweren. 
Allgemein werden der Pakistaner Abdul Qadir, der Inder Anil Kumble und der Australier Shane Warne als die besten Leg Spinner in der Geschichte des Crickets angesehen.

## Bekannte Leg Spinner
Folgende Leg Spinner sind in die ICC Cricket Hall of Fame aufgenommen worden.
- Richie Benaud
- Aubrey Faulkner
- Clarrie Grimmett
- Anil Kumble
- Bill O’Reilly
- Abdul Qadir
- Shane Warne